# Gabriel Hermosilla
Gabriel Horacio Hermosilla (Perito Moreno, Santa Cruz, 22 de agosto de 1993) es un baloncestista argentino que se desempeña como alero o ala-pívot para Deportivo Valdivia de la Liga Nacional de Básquetbol de Chile.

## Trayectoria

### Clubes
| Club                      | País      | Año             |
| ------------------------- | --------- | --------------- |
| Gimnasia Indalo           | Argentina | 2011 - 2013     |
| Ferrocarril Patagónico    | Argentina | 2013 - 2014     |
| Facundo                   | Argentina | 2014            |
| Juventud Unida de Goya    | Argentina | 2014 - 2015     |
| Tucumán BB                | Argentina | 2015 - 2016     |
| Comercio de Santa Sylvina | Argentina | 2016 - 2017     |
| Deportes Castro           | Chile     | 2017            |
| Los Indios                | Argentina | 2017 - 2018     |
| Comercio de Santa Sylvina | Argentina | 2018 - 2019     |
| Capuchinos                | Argentina | 2019 - 2020     |
| CEB Puerto Montt          | Chile     | 2021            |
| Las Ánimas                | Chile     | 2021 - 2022     |
| Deportes Castro           | Chile     | 2022 - 2023     |
| Atlético Puerto Varas     | Chile     | 2023 - 2024     |
| Brisas                    | Chile     | 2024            |
| ABA Ancud                 | Chile     | 2024 - 2025     |
| Deportivo Valdivia        | Chile     | 2025 - Presente |